# Memnonia (Gradfeld)
Das Memnonia-Gradfeld gehört zu den 30 Gradfeldern des Mars. Sie wurden durch die United States Geological Survey (USGS) festgelegt. Die Nummer ist MC-16, das Gradfeld umfasst das Gebiet von 135° bis 180° westlicher Länge und von −30° bis 0° südlicher Breite.
Der Name leitet sich von Memnon ab, dem mythischen König der Aithiopier.